# Stazione di Spinea
Stazione di Spinea vasútállomás Olaszországban, Veneto régióban, Spinea településen.

## Vasútvonalak
Az állomást az alábbi vasútvonalak érintik:
- Trento–Velence-vasútvonal

## Kapcsolódó állomások
A vasútállomáshoz az alábbi állomások vannak a legközelebb: 
- Stazione di Venezia Mestre (Stazione di Venezia Santa Lucia)
- Stazione di Maerne di Martellago (Stazione di Trento)